# الانتخابات العامة اللبنانية في قضاء الشوف (1968)
الانتخابات العامة اللبنانية عام 1968 في قضاء الشوف جرت انتخابات في قضاء الشوف في تاريخ 7 أبريل عام 1968 لانتخاب ثمانية من أعضاء البرلمان اللبناني كجزء من الانتخابات  العامة الوطنية في تلك السنة. وقد تم تخصيص ثلاثة من مقاعد الدائرة الانتخابية للطائفة المارونية  ومقعدان للمسلمين السنة  ومقعدان للدروز، بينما تم تخصيص المقعد الأخير للروم الكاثوليك. تضم دائرة قضاء الشوف 78557 ناخبًا مؤهلاً صوت منهم 46056 شخصًا، وهو أعلى عدد من بين جميع الدوائر الانتخابية في البلاد. شهد القضاء منافسة حامية بين لائحة الحلف الثلاثي بقيادة كميل شمعون ولائحة جبهة النضال الوطني بقيادة كمال جنبلاط، وكان الوضع متوترًا لأن معسكر جنبلاط حذر من اندلاع انتفاضة مسلحة إذا تم إعلان شمعون الفائز، غير أن الانتخابات مرت دون أي أحداث عنف. ومع ذلك، اتهم جنبلاط «سفارة كبيرة في بيروت» في إشارة ربما إلى السفارة الأمريكية بشراء الأصوات لشمعون.

## المرشحون
شارك في الانتخابات 24 مرشحًا، وكانت المنافسة في الأساس بين القوائم التي يترأسها شمعون وجنبلاط، وتأخر مرشحو القائمة الثالثة في جمع أصوات الناخبين المحليين. كان كميل شمعون زعيمًا لحزب الوطنيين الأحرار ورئيسًا سابقًا للجمهورية، أما الرجل الدرزي كمال جنبلاط فقد تزعم الحزب التقدمي الاشتراكي وجبهة النضال الوطني.

### المقاعد المارونية

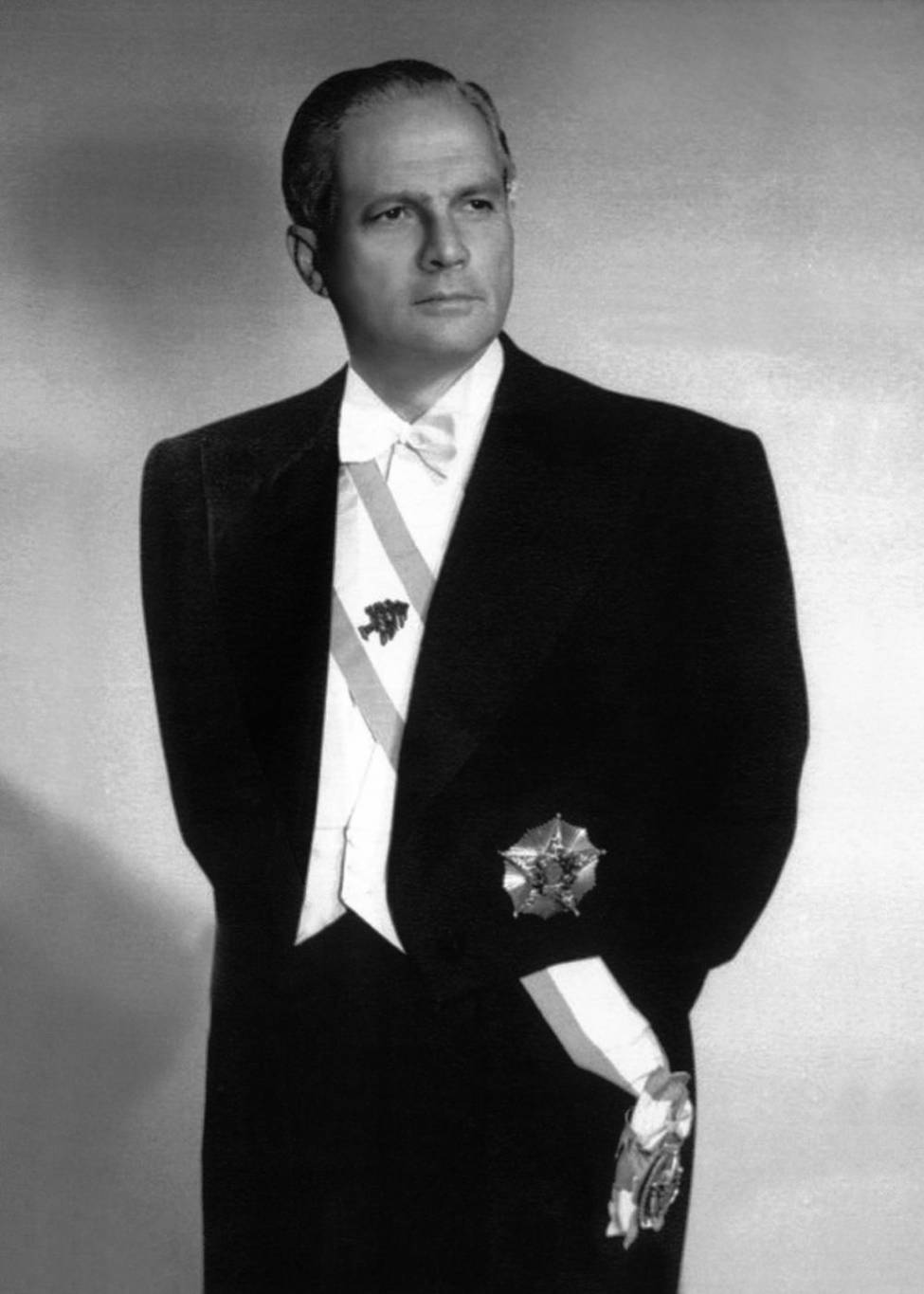
كميل شمعون

سعى كميل شمعون إلى إعادة انتخابه من قضاء الشوف، وكان رفاقه الموارنة المترشحون هم سامي البستاني وحليم الغفاري. كان البستاني عضوًا برلمانيًا في حزب الوطنيين الأحرار، وكان مهندسًا، في حين أن المحامي الغفاري خاض الانتخابات للمرة الأولى. 
تضمنت قائمة جنبلاط ثلاثة من الموارنة المرتبطين بجبهة النضال الوطني، وكان واحد منهم عزيز عون عضوًا برلمانيًا منذ عام 1960، كان عون البالغ من العمر 65 طبيبًا . في حين كان المرشحان المارونيان الآخران من جبهة النضال الوطني هما سليمان البستاني وفؤاد الطحيني، وكانت مهنتهما محاميان.

### المقاعد السنية
تضمنت قائمة جنبلاط اثنان من البرلمانيين المسلمين السنة من قضاء الشوف. وكان أول مرشح مسلم سني على قائمة جنبلاط هو وزير المياه والكهرباء والبرلماني أنور الخطيب، في حين كان الآخر هو الدبلوماسي السابق محمد البرجاوي. 
كان المرشحان السنة على قائمة شمعون هما عصام الحجار وحسن القعقور. وقد تم انتخاب المحامي الحجار البالغ من العمر 36 عامًا لعضوية البرلمان في انتخابات عام 1960، ولكن فيما بعد كمرشح لكمال جنبلاط.  كان القعقور يعمل في الخدمة المدنية، وقد ترشح سابقًا للبرلمان في انتخابات عام 1964.

### مقاعد الدروز

كمال جنبلاط

كان كمال جنبلاط زعيم درزي تقليدي ومن أصحاب الأراضي. في وقت انتخابات العام 1968، فقد مقعده البرلماني في مرة واحدة فقط متمثلاً برفيقه الدرزي المحامي والوزير السابق والبرلماني المرتبط بجبهة النضال الوطني المرشح بهيج تقي الدين. تمثل مرشحون شمعون الدروز باثنين هما محمد أرسلان (صاحب أراضي) والمهندس قحطان حمادة الذي كان مرتبطًا بشكل غير رسمي بحزب الوطنيين الأحرار.

### المقعد الكاثوليكي اليوناني
ترشح كمرشح مقعد الروم الكاثوليك جوزيف مغبغب من حزب الوطنيين الأحرار في حين نافسه  النائب السابق سالم عبد النور من قائمة جنبلاط.

## النتائج
تم انتخاب خمسة مرشحين من قائمة جنبلاط وثلاثة مرشحين من قائمة شمعون، والنتائج كالتالي:
| المرشحون          | الطائفة  | القائمة            | الأصوات | نتيجة الانتخاب |
| ----------------- | -------- | ------------------ | ------- | -------------- |
| كمال جنبلاط       | درزي     | جبهة النضال الوطني | 24,874  | ☑              |
| كميل شمعون        | ماروني   | الحلف الثلاثي      | 23,398  | ☑              |
| عزيز عون          | ماروني   | جبهة النضال الوطني | 23,310  | ☑              |
| عصام الحجار       | سني      | الحلف الثلاثي      | 23,259  | ☑              |
| بهيج تقي الدين    | درزي     | جبهة النضال الوطني | 22,929  | ☑              |
| أنور الخطيب       | سني      | جبهة النضال الوطني | 22,914  | ☑              |
| جوزف مغبغب        | كاثوليكي | الحلف الثلاثي      | 22,862  | ☑              |
| فؤاد الطحيني      | ماروني   | جبهة النضال الوطني | 22,811  | ☑              |
| سالم عبد النور    | كاثوليكي | جبهة النضال الوطني | 22,738  |                |
| سليمان البستاني   | ماروني   | جبهة النضال الوطني | 22,562  |                |
| حسن القاقور       | سني      | الحلف الثلاثي      | 22,294  |                |
| محمد البرجاوي     | سني      | جبهة النضال الوطني | 21,859  |                |
| سامي البستاني     | ماروني   | الحلف الثلاثي      | 21,663  |                |
| قحطان حمادة       | درزي     | الحلف الثلاثي      | 21,318  |                |
| محمد أرسلان       | درزي     | الحلف الثلاثي      | 21,191  |                |
| حليم الغفاري      | ماروني   | الحلف الثلاثي      | 20,087  |                |
| فيكتور غريب       | ماروني   |                    | 1,826   |                |
| عصام كرم          | ماروني   |                    | 1,275   |                |
| مصطفى عماد        | درزي     |                    | 1,061   |                |
| عبد الغفار الحجار | سني      |                    | 989     |                |
| أنطوان الرمويري   | ماروني   |                    | 422     |                |
| فؤاد حداد         |          |                    | 105     |                |
| يوسف سركيس        | ماروني   |                    | 29      |                |
| ناجي البستاني     | ماروني   |                    | 5       |                |